# Johann Löwenthal
Johann Jacob (János Jakab) Löwenthal (Pest (Regne d'Hongria), 15 de juliol de 1810 – Hastings, 24 de juliol de 1876) fou un mestre d'escacs professional, jueu d'Hongria, nacionalitzat britànic.
El seu millor rànquing Elo s'ha estimat en 2616 punts, el juny de 1859, moment en què tenia 48 anys, cosa que el situaria en 3r lloc mundial en aquella data. Segons chessmetrics, va ser el 2n millor jugador mundial en 7 diferents mesos, entre l'octubre de 1858 i l'abril de 1859.

## Biografia i resultats destacats en competició
Löwenthal va néixer a Pest, fill d'un marxant jueu. El 1846, va guanyar un matx contra Carl Hamppe a Viena (+5 -4 =0). Va rebre un càrrec civil sota l'administració de Lajos Kossuth el 1848. En les complicacions posteriors, en Löwenthal fou expulsat d'Hongria, i va emigrar a Amèrica (1849). El 1851 va anar a Londres, per participar en el Torneig Internacional que s'hi celebrava, i es va quedar a viure permanentment a Anglaterra. Al torneig de Manchester de 1857 en Löwenthal va derrotar n'Adolf Anderssen per primer cop.
En la seva visita a Nova Orleans, en Löwenthal va jugar contra en Paul Morphy en dues diferents ocasions, entre 1849 i 1850, i hi va perdre un total de tres partides. Posteriorment, fou un dels primers mestres a jugar un matx contra en Morphy després de la seva darrera visita a Londres el 1858. Morphy guanyà amb un marcador de nou victòries, tres derrotes i dues taules. "...Estic convençut que vaig ser vençut per una força superior," va dir en Löwenthal sobre el matx, tal com va ser documentat per l'anglès Frederick Edge.
Sens dubte conscient que els escacs eren l'única font de subsistència de Lowenthal, i conscient de no ser considerat ell mateix com un jugador professional, Morphy, després de guanyar la borsa del matx (de 100£), va fer a Lowenthal un regal de mobles per valor de 120£ per la seva nova casa.

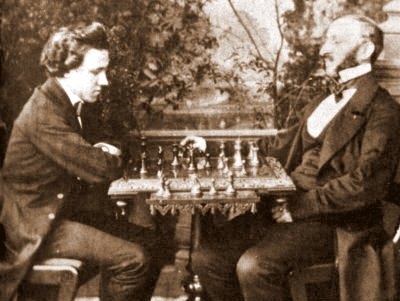
Morphy vs. Lowenthal, el 1858

Pocs dies després d'haver estat vençut per Morphy, en Löwenthal va obtenir el seu millor èxit en guanyar el Torneig knockout de la British Chess Association a Birmingham, el 27 d'agost de 1858, cosa que li reportà un premi de 63£.
El 1860 Löwenthal va prendre avantatge de l'extrema popularitat de Morphy per crear una col·lecció de les partides del mestre americà titulada Morphy's Games of Chess (Les partides d'escacs de Morphy). Segons el biògraf de Morphy, David Lawson, l'americà sentia molta amistat per en Löwenthal i va acceptar de signar bastant del material del llibre, que es va fer passar com a escrit per en Morphy, quan en realitat no ho era.
Durant un temps, en Löwenthal va fer de secretari del St. George's Chess Club a Londres. Hi ensenyava escacs, i va inventar el primer tauler mural. Va ajudar a organitzar un torneig internacional el 1862, i en va publicar el llibre del torneig.
Löwenthal fou durant algun temps editor de The Illustrated News of the World i de The Era. També fou editor de la revista The Chess Players' Magazine (1863–67). El 1860 va publicar el llibre de Morphy Games of Chess, with Analytical and Critical Notes.
Löwenthal va viure fins a la seixantena. Quan va emmalaltir, el 1874 i ja no podia mantenir-se econòmicament, es va fer una col·lecta al seu favor, a la qual hi contribuïren entre d'altres Lord Randolph Churchill. Sota la influència de W. G. Ward, contra qui havia jugat als escacs, Löwenthal es va convertir al catolicisme. Va morir el 24 de juliol de 1876 a St. Leonards-on-Sea, prop de Hastings als seixanta-sis anys.